# Tetrachyron orizabensis
Tetrachyron orizabensis là một loài thực vật có hoa trong họ Cúc. Loài này được (Klatt) Wussow & Urbatsch miêu tả khoa học đầu tiên năm 1979.